# NFC North
Pour les articles homonymes, voir AFC.
La NFC North (« NFC Nord ») est une des quatre divisions de la National Football Conference (NFC) de la National Football League (NFL), ligue professionnelle de football américain aux États-Unis.
La division est actuellement composée de quatre franchises :
- les Bears de Chicago ;
- les Lions de Détroit ;
- les Packers de Green Bay ;
- les Vikings du Minnesota.

La  NFC North s'est appelée la NFC Central de 1970 jusqu'en 2001. Les Buccaneers de Tampa Bay en ont été membres de 1977 (un an après l'expansion de la NFL) jusqu'en 2001 (année où ils rejoignent la NFC South).
La division est créée en 1967 sous le nom de Central Division. Elle faisait partie de la Western Conference de la NFL et a existé pendant trois saisons avant la fusion entre l'AFL et la NFL.
Après cette fusion, elle est renommée NFC Central jusqu'à ce que la NFL ne soit partagée entre huit divisions en 2002. Les quatre équipes actuelles ont toutes été membres de la Division depuis que les Vikings ont rejoint la ligue en 1961. Les Bears, les Lions et les Packers étaient membres de la même Division depuis que la NFL avait pris la forme d'une conférence soit depuis 1933.
Ces quatre équipes se sont affrontées au moins deux fois par an (à l'exception de la saison 1982 raccourcie par une grève) pendant plus d'un demi-siècle (plus de 80 ans pour les Bears, les Lions et les Packers). Pour cette raison, la Division est considérée comme possédant de très grosses rivalités.
Les membres de la Division sont apparus à onze reprises au Super Bowl, les Packers en comptant cinq, leur dernière apparition datant de la saison 2010. Les Bears et les Packers sont les seules équipes de la Division à avoir remporté un Super Bowl (4 pour les Packers et 1 pour les Bears).
Les Bears, les Packers et les Vikings font partie du Top 10 des équipes NFL avec le plus fort pourcentage de victoires en matchs officiels. Les Lions possèdent au contraire un des pourcentages le plus faible. Ils sont également la première franchise de l'histoire de la NFL à connaitre une saison sans victoire (en 2008).
La Division est surnommé la "Division Black & Blue" en référence aux matchs intenses de rivalité et au style physique développé par ses équipes. On la surnomme également la "Frostbite Division" ou "Frozen North", ses équipes jouant à domicile en fin de saison sous des températures très froides même si Détroit (depuis 1975) et Minnesota (de 1982 à 2013 et depuis 2016) jouent dans des stades fermés (en indoors). L'animateur sportif d'ESPN, Chris Berman, désigne cette Division comme étant la "NFC Norris" en raison de sa similitude géographique avec l'ancienne Division Norris de la Ligue nationale de hockey.

## Ligne du temps
Placez le curseur sur l'année pour voir le champion de la Division ou le vainqueur du Super Bowl
| Années 1900          |    |    |    |    |    |    |    |    |    |                         |    |    |    |    |    |    |    |    |    |    |    |    |    |    |    |    |    |    |    |    |    |    |  |  |  |  |  |  |  |  |  |  |  |  |  |  |  |  |  |  |
| 67[A]                | 68 | 69 | 70 | 71 | 72 | 73 | 74 | 75 | 76 | 77                      | 78 | 79 | 80 | 81 | 82 | 83 | 84 | 85 | 86 | 87 | 88 | 89 | 90 | 91 | 92 | 93 | 94 | 95 | 96 | 97 | 98 | 99 |  |  |  |  |  |  |  |  |  |  |  |  |  |  |  |  |  |  |
|                      |    |    |    |    |    |    |    |    |    |                         |    |    |    |    |    |    |    |    |    |    |    |    |    |    |    |    |    |    |    |    |    |    |  |  |  |  |  |  |  |  |  |  |  |  |  |  |  |  |  |  |
| Bears de Chicago     |    |    |    |    |    |    |    |    |    |                         |    |    |    |    |    |    |    |    |    |    |    |    |    |    |    |    |    |    |    |    |    |    |  |  |  |  |  |  |  |  |  |  |  |  |  |  |  |  |  |  |
| Lions de Détroit     |    |    |    |    |    |    |    |    |    |                         |    |    |    |    |    |    |    |    |    |    |    |    |    |    |    |    |    |    |    |    |    |    |  |  |  |  |  |  |  |  |  |  |  |  |  |  |  |  |  |  |
| Packers de Green Bay |    |    |    |    |    |    |    |    |    |                         |    |    |    |    |    |    |    |    |    |    |    |    |    |    |    |    |    |    |    |    |    |    |  |  |  |  |  |  |  |  |  |  |  |  |  |  |  |  |  |  |
| Vikings du Minnesota |    |    |    |    |    |    |    |    |    |                         |    |    |    |    |    |    |    |    |    |    |    |    |    |    |    |    |    |    |    |    |    |    |  |  |  |  |  |  |  |  |  |  |  |  |  |  |  |  |  |  |
|                      |    |    |    |    |    |    |    |    |    | Buccaneers de Tampa Bay |    |    |    |    |    |    |    |    |    |    |    |    |    |    |    |    |    |    |    |    |    |    |  |  |  |  |  |  |  |  |  |  |  |  |  |  |  |  |  |  |

| NFC Central[B] | NFC Central[B] | NFC North[B] | NFC North[B] | NFC North[B] | NFC North[B] | NFC North[B] | NFC North[B] | NFC North[B] | NFC North[B] | NFC North[B] | NFC North[B] | NFC North[B] | NFC North[B] | NFC North[B] | NFC North[B] | NFC North[B] | NFC North[B] | NFC North[B] | NFC North[B] | NFC North[B] | NFC North[B] | NFC North[B] | NFC North[B] | NFC North[B] | NFC North[B] |
| --- | -------------- | ------------ | ------------ | ------------ | ------------ | ------------ | ------------ | ------------ | ------------ | ------------ | ------------ | ------------ | ------------ | ------------ | ------------ | ------------ | ------------ | ------------ | ------------ | ------------ | ------------ | ------------ | ------------ | ------------ | ------------ |
| Années 2000 |                |              |              |              |              |              |              |              |              |              |              |              |              |              |              |              |              |              |              |              |              |              |              |              |              |
| 00 | 01             | 02[D]        | 03           | 04           | 05           | 06           | 07           | 08           | 09           | 10           | 11           | 12           | 13           | 14           | 15           | 16           | 17           | 18           | 19           | 20           | 21           | 22           | 23           | 24           | 25           |
| |                |              |              |              |              |              |              |              |              |              |              |              |              |              |              |              |              |              |              |              |              |              |              |              |              |
| Bears de Chicago |                |              |              |              |              |              |              |              |              |              |              |              |              |              |              |              |              |              |              |              |              |              |              |              |              |
| Lions de Détroit |                |              |              |              |              |              |              |              |              |              |              |              |              |              |              |              |              |              |              |              |              |              |              |              |              |
| Packers de Green Bay |                |              |              |              |              |              |              |              |              |              |              |              |              |              |              |              |              |              |              |              |              |              |              |              |              |
| Vikings du Minnesota |                |              |              |              |              |              |              |              |              |              |              |              |              |              |              |              |              |              |              |              |              |              |              |              |              |
| Tampa Bay[C] |                |              |              |              |              |              |              |              |              |              |              |              |              |              |              |              |              |              |              |              |              |              |              |              |              |
| Nom membre de la Division La Division remporte le Super Bowl La Division remporte la finale de conférence NFC La Division remporte le championnat NFL et perd le Super Bowl |                |              |              |              |              |              |              |              |              |              |              |              |              |              |              |              |              |              |              |              |              |              |              |              |              |

A La NFL Western Conference était composée des Divisions Coastal et Central. Les Packers ont remporté le Super Bowl I de la saison 1966 en tant que membre de la NFL Western Conference.
B Dès la saison 1970 et après la fusion AFL-NFL, la Division devient la NFC Central.
C Tampa Bay est déplacée dans l'AFC West en 1977.
D Pour la saison 2002, la ligue se restructure pour avoir 8 divisions de 4 équipes. La Division est appelée NFC North. Les Buccaneers de Tampa Bay sont déplacés vers le NFC South.

## Champions de division
Légende :
- Champion NFL (avant 1970)
- Vainqueur du Super Bowl
- Finaliste du Super Bowl
- (X) : Nombre de participations de la franchise en séries éliminatoires

| Saison                             | Franchise                   | Bilan  | Résultats en séries éliminatoires |
| ---------------------------------- | --------------------------- | ------ | --- |
| NFL Central (avant fusion AFL-NFL) |                             |        | |
| 1967                               | Packers de Green Bay        | 9-4-1  | Victoire en finale de conférence (Rams) 28-7 Victoire au championnat de la NFL (Cowboys) 21-17 Victoire au Super Bowl II (Raiders) 33-14                    |
| 1968                               | Vikings du Minnesota        | 8-6    | Défaite en finale de conférence (@ Colts) 14-24 |
| 1969                               | Vikings du Minnesota        | 12-2   | Victoire en finale de conférence (Rams) 23-20 Victoire au championnat de la NFL (Browns) 27-7                                                               |
| 1969                               | Vikings du Minnesota        | 12-2   | Défaite au Super Bowl IV (Chiefs) 7-23 |
| NFL Central (après fusion AFL-NFL) |                             |        | |
| 1970                               | Vikings du Minnesota        | 12-2   | Défaite lors du tour de division (49ers) 14-17 |
| 1971                               | Vikings du Minnesota        | 11-3   | Défaite lors du tour de division (Cowboys) 12-20 |
| 1972                               | Packers de Green Bay        | 10-4   | Défaite lors du tour de division (@ Redskins) 3-16 |
| 1973                               | Vikings du Minnesota        | 12-2   | Victoire lors du tour de division (Redskins) 27-20 Victoire en finale de conférence NFC (@ Cowboys) 27-10 Défaite au Super Bowl VIII (Dolphins) 7-24        |
| 1974                               | Vikings du Minnesota        | 10-4   | Victoire lors du tour de division (Cardinals) 30-14 Victoire en finale de conférence NFC (Rams) 14-10 Défaite au Super Bowl IX (Steelers) 6-16              |
| 1975                               | Vikings du Minnesota        | 12-2   | Défaite lors du tour de division (Cowboys) 14-17 |
| 1976                               | Vikings du Minnesota        | 11-2-1 | Victoire lors du tour de division (Redskins) 35-20 Victoire en finale de conférence NFC (Rams) 24-13 Défaite au Super Bowl XI (Raiders) 14-32               |
| 1977                               | Vikings du Minnesota        | 9-5    | Victoire lors du tour de division (@ Rams) 14-7 Défaite en finale de conférence NFC (@ Cowboys) 6-23                                                        |
| 1978                               | Vikings du Minnesota        | 8-7-1  | Défaite lors du tour de division (@ Rams) 10-34 |
| 1979                               | Buccaneers de Tampa Bay     | 10-6   | Victoire lors du tour de division (Eagles) 24-17 Défaite en finale de conférence NFC (Rams) 0-9                                                             |
| 1980                               | Vikings du Minnesota        | 9-7    | Défaite lors du tour de division (@ Eagles) 16-31 |
| 1981                               | Buccaneers de Tampa Bay     | 9-7    | Défaite lors du tour de division (@ Cowboys) 0-38 |
| 1982                               | Packers de Green Bay        | 5-3-1  | Victoire lors du 1er tour (Cardinals) 41-16 Défaite lors du 2e tour (@ Cowboys) 26-37                                                                       |
| 1983                               | Lions de Détroit            | 9-7    | Défaite lors du tour de division (@ 49ers) 23-24 |
| 1984                               | Bears de Chicago            | 10-6   | Victoire lors du tour de division (@ Redskins) 23-19 Défaite en finale de conférence NFC (@ 49ers) 0-23                                                     |
| 1985                               | Bears de Chicago            | 15-1   | Victoire lors du tour de division (Giants) 21-0 Victoire - AFC Championship (Rams) 24-0 Victoire au Super Bowl XX (Patriots) 46-10                          |
| 1986                               | Bears de Chicago            | 14-2   | Défaite lors du tour de division (Redskins) 13-27 |
| 1987                               | Bears de Chicago            | 11-4   | Défaite lors du tour de division (Redskins) 17-21 |
| 1988                               | Bears de Chicago            | 12-4   | Victoire lors du tour de division (Eagles) 20-12 Défaite en finale de conférence NFC (49ers) 3-28                                                           |
| 1989                               | Vikings du Minnesota        | 10-6   | Défaite lors du tour de division (@ 49ers) 13-41 |
| 1990                               | Bears de Chicago            | 11-5   | Victoire lors du tour de division (Saints) 16-3 Défaite en finale de conférence NFC (@ Giants) 3-31                                                         |
| 1991                               | Lions de Détroit            | 12-4   | Victoire lors du tour de division (Cowboys) 38-6 Défaite en finale de conférence NFC (@ Redskins) 10-41                                                     |
| 1992                               | Vikings du Minnesota        | 11-5   | Défaite lors du tour de Wild Card (Redskins) 7-24 |
| 1993                               | Lions de Détroit (3)        | 10-6   | Défaite lors du tour de Wild Card (Packers) 24-28 |
| 1994                               | Vikings du Minnesota        | 10-6   | Défaite lors du tour de Wild Card (Bears) 18-35 |
| 1995                               | Packers de Green Bay        | 11-5   | Victoire lors du tour de Wild Card (Falcons) 37-20 Victoire lors du tour de division (@ 49ers) 27-17 Défaite en finale de conférence NFC (@ Cowboys) 38-47  |
| 1996                               | Packers de Green Bay        | 13-3   | Victoire lors du tour de division (49ers) 35-14 Victoire - AFC Championship (Panthers) 30-13 Victoire au Super Bowl XXXI (Patriots) 35-21                   |
| 1997                               | Packers de Green Bay        | 13-3   | Victoire lors du tour de division (Buccaneers) 21-7 Victoire en finale de conférence NFC (@ 49ers) 23-10 Défaite au Super Bowl XXXII (Broncos) 24-31        |
| 1998                               | Vikings du Minnesota        | 15-1   | Victoire lors du tour de division (Cardinals) 41-21 Défaite en finale de conférence NFC (Falcons) 27-30 (OT)                                                |
| 1999                               | Buccaneers de Tampa Bay (3) | 11-5   | Victoire lors du tour de division (Redskins) 14-13 Défaite en finale de conférence NFC (@ Rams) 6-11                                                        |
| 2000                               | Vikings du Minnesota        | 11-5   | Victoire lors du tour de division (Saints) 34-16 Défaite en finale de conférence NFC (@ Giants) 0-41                                                        |
| 2001                               | Bears de Chicago            | 13-3   | Défaite lors du tour de division (Eagles) 19-33 |
| NFC North                          |                             |        | |
| 2002                               | Packers de Green Bay        | 12-4   | Défaite lors du tour de Wild Card (Falcons) 7-27 |
| 2003                               | Packers de Green Bay        | 10-6   | Victoire lors du tour de Wild Card (Seahawks) 33-27 (OT) Défaite lors du tour de division (@ Eagles) 17-20 (OT)                                             |
| 2004                               | Packers de Green Bay        | 10-6   | Défaite lors du tour de Wild Card (Vikings) 17-31 |
| 2005                               | Bears de Chicago            | 11-5   | Défaite lors du tour de division (Panthers) 21-29 |
| 2006                               | Bears de Chicago            | 13-3   | Victoire lors du tour de division (Seahawks) 27-24 (OT) Victoire en finale de conférence NFC (Saints) 39-14 Défaite au Super Bowl XLI (Colts) 17-29         |
| 2007                               | Packers de Green Bay        | 13-3   | Victoire lors du tour de division (Seahawks) 42-20 Défaite en finale de conférence NFC (Giants) 20-23 (OT)                                                  |
| 2008                               | Vikings du Minnesota        | 10-6   | Défaite lors du tour de Wild Card (Eagles) 14-26 |
| 2009                               | Vikings du Minnesota        | 12-4   | Victoire lors du tour de division (Cowboys) 34-3 Défaite en finale de conférence NFC (@ Saints) 28-31 (OT)                                                  |
| 2010                               | Bears de Chicago            | 11-5   | Victoire lors du tour de division (Seahawks) 35-24 Défaite en finale de conférence NFC (Packers) 14-21                                                      |
| 2011                               | Packers de Green Bay        | 15-1   | Défaite lors du tour de division (Giants) 20-37 |
| 2012                               | Packers de Green Bay        | 11-5   | Victoire lors du tour de Wild Card (Vikings) 24-10 Défaite lors du tour de division (@ 49ers) 31-45                                                         |
| 2013                               | Packers de Green Bay        | 8-7-1  | Défaite lors du tour de Wild Card (49ers) 20-23 |
| 2014                               | Packers de Green Bay        | 12-4   | Victoire lors du tour de division (Cowboys) 26-21 Défaite en finale de conférence NFC (@ Seahawks) 22-28 (OT)                                               |
| 2015                               | Vikings du Minnesota        | 11-5   | Défaite lors du tour de Wild Card (Seahawks) 9-10 |
| 2016                               | Packers de Green Bay        | 10-6   | Victoire lors du tour de Wild Card (Giants) 38-13 Victoire lors du tour de division (@ Cowboys) 34-31 Défaite en finale de conférence NFC (@ Falcons) 21-44 |
| 2017                               | Vikings du Minnesota        | 13-3   | Victoire lors du tour de division (Saints) 29-24 Défaite en finale de conférence NFC (@ Eagles) 7-38                                                        |
| 2018                               | Bears de Chicago (11)       | 12-4   | Défaite lors du tour de Wild Card (Eagles) 15-16 |
| 2019                               | Packers de Green Bay        | 13-3   | Victoire lors du tour de division (Seahawks) 28-23 Défaite en finale de conférence NFC (@ 49ers) 20-37                                                      |
| 2020                               | Packers de Green Bay        | 13-3   | Victoire lors du tour de division (Rams) 32-18 Défaite en finale de conférence NFC (Buccaneers) 26-31                                                       |
| 2021                               | Packers de Green Bay (17)   | 13-4   | Défaite lors du tour de division (49ers) 10-13 |
| 2022                               | Vikings du Minnesota (21)   | 13-4   | Défaite en tour de Wild Card (Giants) 24-31 |
| 2023                               | Lions de Détroit            | 12–5   | Victoire lors du tour de Wild Card (Rams) 24–23 Victoire lors du tour de division (Buccaneers) 31–23 Défaite en finale de conférence NFC (@ 49ers) 31-34    |
| 2024                               | Lions de Détroit (5)        | 15-2   | Défaite lors du tour de division (@ Commanders) 31-45 |

## Qualification en wild-card
Légende :
- Vainqueur du Super Bowl
- Finaliste du Super Bowl

| Saison      | Franchise               | Bilan | Résultats en séries éliminatoires |
| ----------- | ----------------------- | ----- | --- |
| NFC Central |                         |       | |
| 1970        | Lions de Détroit        | 10-4  | Défaite lors du tour de division (@ Cowboys) 0-5 |
| 1977        | Bears de Chicago        | 9-5   | Défaite lors du tour de division (@ Cowboys) 7-37 |
| 1979        | Bears de Chicago        | 10-6  | Défaite lors du tour de Wild Card (@ Eagles) 17-27 |
| 1982        | Vikings du Minnesota    | 5-4   | Victoire lors du 1er tour (Falcons) 30-24 Défaite lors du 2e tour (@ Redskins) 7-21 |
| 1982        | Buccaneers de Tampa Bay | 5-4   | Défaite lors du 1er tour (@ Cowboys) 17-30 |
| 1982        | Lions de Détroit        | 4-5   | Défaite lors du 1er tour (@ Redskins) 7-31 |
| 1987        | Vikings du Minnesota    | 8-7   | Victoire lors du tour de Wild Card (@ Saints) 4-10 Victoire lors du tour de division (@ 49ers) 36-24 Défaite en finale de conférence NFC (@ Redskins) 10-17                                              |
| 1988        | Vikings du Minnesota    | 11-5  | Victoire lors du tour de Wild Card (Rams) 28-17 Défaite lors du tour de division (@ 49ers) 9-34 |
| 1991        | Bears de Chicago        | 11-5  | Défaite lors du tour de division (Cowboys) 13-17 |
| 1993        | Vikings du Minnesota    | 9-7   | Défaite lors du tour de Wild Card (@ Giants) 10-17 |
| 1993        | Packers de Green Bay    | 9-7   | Victoire lors du tour de Wild Card (@ Lions) 28-24 Défaite lors du tour de division (@ Cowboys) 17-27 |
| 1994        | Packers de Green Bay    | 9-7   | Victoire lors du tour de Wild Card (Lions) 16-12 Défaite lors du tour de division (@ Cowboys) 9-35 |
| 1994        | Lions de Détroit        | 9-7   | Défaite lors du tour de Wild Card (@ Packers) 12-16 |
| 1994        | Bears de Chicago        | 9-7   | Victoire lors du tour de Wild Card (@ Vikings) 35-18 Défaite lors du tour de division (@ 49ers) 15-44 |
| 1995        | Lions de Détroit        | 10-6  | Défaite lors du tour de Wild Card (@ Eagles) 37-58 |
| 1996        | Vikings du Minnesota    | 9-7   | Défaite lors du tour de Wild Card (@ Cowboys) 15-40 |
| 1997        | Buccaneers de Tampa Bay | 10-6  | Victoire lors du tour de Wild Card (Lions) 20-10 Défaite lors du tour de division (@ Packers) 7-21 |
| 1997        | Lions de Détroit        | 9-7   | Défaite lors du tour de Wild Card (@ Buccaneers) 10-20 |
| 1997        | Vikings du Minnesota    | 9-7   | Victoire lors du tour de Wild Card (@ Giants) 23-22 Défaite lors du tour de division (@ 49ers) 2-38 |
| 1998        | Packers de Green Bay    | 11-5  | Défaite lors du tour de Wild Card (@ 49ers) 27-30 |
| 1999        | Vikings du Minnesota    | 10-6  | Victoire lors du tour de Wild Card (Cowboys) 27-10 Défaite lors du tour de division (@ Rams) 37-49 |
| 1999        | Lions de Détroit        | 8-8   | Défaite lors du tour de Wild Card (@ Redskins) 13-27 |
| 2000        | Buccaneers de Tampa Bay | 10-6  | Défaite lors du tour de Wild Card (@ Eagles) 3-21 |
| 2001        | Packers de Green Bay    | 12-4  | Victoire lors du tour de Wild Card (49ers) 25-15 Défaite lors du tour de division (@ Rams) 17-45 |
| 2001        | Buccaneers de Tampa Bay | 9-7   | Défaite lors du tour de Wild Card (@ Eagles) 9-31 |
| NFC North   |                         |       | |
| 2004        | Vikings du Minnesota    | 8-8   | Victoire lors du tour de Wild Card (@ Packers) 31-17 Défaite lors du tour de division (@ Eagles) 14-27                                                                                                   |
| 2009        | Packers de Green Bay    | 11-5  | Défaite lors du tour de Wild Card (@ Cardinals) 45-51 (OT) |
| 2010        | Packers de Green Bay    | 10-6  | Victoire lors du tour de Wild Card (@ Eagles) 21-16 Victoire lors du tour de division (@ Falcons) 48-21 Victoire en finale de conférence NFC (@ Bears) 21-14 Victoire au Super Bowl XLV (Steelers) 31-24 |
| 2011        | Lions de Détroit        | 10-6  | Défaite lors du tour de Wild Card (@ Saints) 28-45 |
| 2012        | Vikings du Minnesota    | 10-6  | Défaite lors du tour de Wild Card (@ Packers) 10-24 |
| 2014        | Lions de Détroit        | 11-5  | Défaite lors du tour de Wild Card (@ Cowboys) 20-24 |
| 2015        | Packers de Green Bay    | 10-6  | Victoire lors du tour de Wild Card (@ Redskins) 35-18 Défaite lors du tour de division (@ Cardinals) 20-26 (OT)                                                                                          |
| 2016        | Lions de Détroit        | 9-7   | Défaite lors du tour de Wild Card (@ Seahawks) 6-26 |
| 2019        | Vikings du Minnesota    | 10-6  | Victoire lors du tour de Wild Card (@ Saints) 26-20 (OT) Défaite lors du tour de division (@ 49ers) 10-27                                                                                                |
| 2020        | Bears de Chicago        | 8-8   | Défaite lors du tour de Wild Card (@ Saints) 9-21 |
| 2023        | Packers de Green Bay    | 9–8   | Victoire lors du tour de Wild Card (@ Cowboys) 48–32 Défaite lors du tour de division (@ 49ers) 21–24 |
| 2024        | Vikings du Minnesota    | 14-3  | Défaite lors du tour de Wild Card (@ Rams) 9–27 |
| 2024        | Packers de Green Bay    | 11-6  | Défaite lors du tour de Wild Card (@ Eagles) 10–22 |

## Apparitions en séries éliminatoires

### Comme membre de la NFC Central/North
(saisons 1966 à 2024)
| Équipes                 | Titre de Division | App. en P.O. | Super Bowl | Super Bowl |
| ----------------------- | ----------------- | ------------ | ---------- | ---------- |
| Équipes                 | Titre de Division | App. en P.O. | Nbr.       | V.         |
| Vikings du Minnesota    | 21                | 32           | 4          | 0          |
| Packers de Green Bay    | 17                | 27           | 5          | 4          |
| Bears de Chicago        | 11                | 16           | 2          | 1          |
| Lions de Détroit        | 5                 | 14           | 0          | 0          |
| Buccaneers de Tampa Bay | 3                 | 7            | 0          | 0          |

Le tableau ne prend pas en compte la victoire au Super Bowl I (en 1966) des Packers de Green Bay ni le titre de division en 1976 ni le palmarès depuis la saison 2002 des Buccaneers de Tampa Bay.

### Historique des franchises
(saison 1920 à 2024)
| Équipes              | Titre Division | Titre Conférence | App. en P.O. | Titres Ligue NFL 1 | V. en Super Bowl | Nbr. Titre de champion2 |
| -------------------- | -------------- | ---------------- | ------------ | ------------------ | ---------------- | ----------------------- |
| Bears de Chicago     | 19             | 4                | 28           | 8                  | 1                | 9                       |
| Packers de Green Bay | 21             | 9                | 37           | 11                 | 4                | 13                      |
| Vikings du Minnesota | 21             | 4                | 32           | 0                  | 0                | 0                       |
| Lions de Détroit     | 5              | 4                | 20           | 4                  | 0                | 4                       |

1 Titres décernés avant la fusion AFL et NFL de 1966.
2 De 1966 à 1969, le gagnant du titre NFL est également le gagnant du Super Bowl. Par conséquent, la victoire en 1969 des Vikings lors du championnat NFL n'est pas pris en compte. Les Packers comptent 2 titres NFL avec des victoires au Super Bowl I et II durant cette période.

## Résultats saison par saison
Légende :
- Champion NFL (avant 1970)
- Vainqueur du Super Bowl
- Finaliste du Super Bowl
- Qualifié pour les séries éliminatoires
- (x) : Classement (seed) dans la conférence en fin de saison régulière

| Saison | Bilan des équipes      | Bilan des équipes    | Bilan des équipes    | Bilan des équipes   | Bilan des équipes |
| --- | ---------------------- | -------------------- | -------------------- | ------------------- | ----------------- |
| Saison | 1er                    | 2e                   | 3e                   | 4e                  | 5e                |
| NFL Central (avant fusion AFL-NFL) |                        |                      |                      |                     |                   |
| 1967 | Green Bay (9-4-1)      | Chicago (7-6-1)      | Détroit (5-7-2)      | Minnesota (3-8-3)   |                   |
| 1968 | Minnesota (8-6)        | Chicago (7-7)        | Green Bay (6-7-1)    | Détroit (4-8-2)     |                   |
| 1969 | Minnesota (12-2)       | Détroit (9-4-1)      | Green Bay (8-6)      | Chicago (1-13)      |                   |
| NFC Central (après fusion AFL-NFL) |                        |                      |                      |                     |                   |
| 1970 | Minnesota (12-2)       | Détroit (10-4)       | Green Bay (6-8)      | Chicago (6-8)       |                   |
| 1971 | Minnesota (11-3)       | Détroit (7-6-1)      | Chicago (6-8)        | Green Bay (4-8-2)   |                   |
| 1972 | Green Bay (10-4)       | Détroit (8-5-1)      | Minnesota (7-7)      | Chicago (4-9-1)     |                   |
| 1973 | Minnesota (12-2)       | Détroit (6-7-1)      | Green Bay (5-7-2)    | Chicago (3-11)      |                   |
| 1974 | Minnesota (10-4)       | Détroit (7-7)        | Green Bay (6-8)      | Chicago (4-10)      |                   |
| 1975 | (1) Minnesota (12-2)   | Détroit (7-7)        | Chicago (4-10)       | Green Bay (4-10)    |                   |
| 1976 | (1) Minnesota (12-2-1) | Chicago (7-7)        | Détroit (6-8)        | Green Bay (5-9)     |                   |
| 1977 : Les Buccaneers de Tampa Bay rejoignent la NFC Central. |                        |                      |                      |                     |                   |
| 1977 | (3) Minnesota (9-5)    | (4) Chicago (9-5)    | Détroit (6-8)        | Green Bay (4-10)    | Tampa Bay (2-12)  |
| 1978 | (3) Minnesota (8-7-1)  | Green Bay (8-7-1)    | Détroit (7-9)        | Chicago (7-9)       | Tampa Bay (5-11)  |
| 1979 | (2) Tampa Bay (10-6)   | (5) Chicago (10-6)   | Minnesota (7-9)      | Green Bay (5-11)    | Détroit (2-14)    |
| 1980 | (3) Minnesota (9-7)    | Détroit (8-8)        | Chicago (8-8)        | Tampa Bay (7-9)     | Green Bay (6-10)  |
| 1981 | (3) Tampa Bay (9-7)    | Détroit (8-8)        | Green Bay (8-8)      | Minnesota (7-9)     | Chicago (6-10)    |
| 1982 : À la suite d'une grève, la saison ne compte que 9 journées. Les classements sont établis par conférence et non par division.                                  |                        |                      |                      |                     |                   |
| 1982 | (3) Green Bay (5-3-1)  | (4) Minnesota (5-4)  | (7) Tampa Bay (5-4)  | (8) Détroit (4-5)   | Chicago (3-6)     |
| 1983 | (3) Détroit (9-7)      | Green Bay (8-8)      | Chicago (8-8)        | Minnesota (8-8)     | Tampa Bay (2-14)  |
| 1984 | (3) Chicago (10-6)     | Green Bay (8-8)      | Tampa Bay (6-10)     | Détroit (4-11-1)    | Minnesota (3-13)  |
| 1985 | (1) Chicago (15-1)     | Green Bay (8-8)      | Minnesota (7-9)      | Détroit (7-9)       | Tampa Bay (2-14)  |
| 1986 | (2) Chicago (14-2)     | Minnesota (9-7)      | Détroit (5-11)       | Green Bay (4-12)    | Tampa Bay (2-14)  |
| 1987 | (2) Chicago (11-4)     | (5) Minnesota (8-7)  | Green Bay (5-9-1)    | Tampa Bay (4-11)    | Détroit (4-11)    |
| 1988 | (1) Chicago (12-4)     | (4) Minnesota (11-5) | Tampa Bay (5-11)     | Détroit (4-12)      | Green Bay (4-12)  |
| 1989 | (3) Minnesota (10-6)   | Green Bay (10-6)     | Détroit (7-9)        | Chicago (6-10)      | Tampa Bay (5-11)  |
| 1990 | (3) Chicago (11-5)     | Tampa Bay (6-10)     | Détroit (6-10)       | Green Bay (6-10)    | Minnesota (6-10)  |
| 1991 | (2) Détroit (12-4)     | (4) Chicago (11-5)   | Minnesota (8-8)      | Green Bay (4-12)    | Tampa Bay (3-13)  |
| 1992 | (3) Minnesota (11-5)   | Green Bay (9-7)      | Tampa Bay (5-11)     | Chicago (5-11)      | Détroit (5-11)    |
| 1993 | (3) Détroit (10-6)     | (5) Minnesota (9-7)  | (6) Green Bay (9-7)  | Chicago (7-9)       | Tampa Bay (5-11)  |
| 1994 | (3) Minnesota (10-6)   | (4) Green Bay (9-7)  | (5) Détroit (9-7)    | (6) Chicago (9-7)   | Tampa Bay (6-10)  |
| 1995 | (3) Green Bay (11-5)   | (5) Détroit (10-6)   | Chicago (9-7)        | Minnesota (8-8)     | Tampa Bay (7-9)   |
| 1996 | (1) Green Bay (13-3)   | (6) Minnesota (9-7)  | Chicago (7-9)        | Tampa Bay (6-10)    | Détroit (5-11)    |
| 1997 | (2) Green Bay (13-3)   | (4) Tampa Bay (10-6) | (5) Détroit (9-7)    | (6) Minnesota (9-7) | Chicago (4-12)    |
| 1998 | (1) Minnesota (15-1)   | (5) Green Bay (11-5) | Tampa Bay (8-8)      | Détroit (5-11)      | Chicago (4-12)    |
| 1999 | (2) Tampa Bay (11-5)   | (4) Minnesota (10-6) | (6) Détroit (8-8)    | Green Bay (8-8)     | Chicago (6-10)    |
| 2000 | (2) Minnesota (11-5)   | (5) Tampa Bay (10-6) | Green Bay (9-7)      | Détroit (9-7)       | Chicago (5-11)    |
| 2001 | (2) Chicago (13-3)     | (4) Green Bay (12-4) | (6) Tampa Bay (9-7)  | Minnesota (5-11)    | Détroit (2-14)    |
| 2002 : À la suite d'un réalignement dans la ligue, la NFC Central devient la NFC North et les Buccanneers de Tampa Bay passent dans la nouvelle division, NFC South. |                        |                      |                      |                     |                   |
| 2002 | (3) Green Bay (12-4)   | Minnesota (6-10)     | Chicago (4-12)       | Détroit (3-13)      |                   |
| 2003 | (4) Green Bay (10-6)   | Minnesota (9-7)      | Chicago (7-9)        | Détroit (-11)       |                   |
| 2004 | (3) Green Bay (10-6)   | (6) Minnesota (8-8)  | Détroit (6-10)       | Chicago (5-11)      |                   |
| 2005 | (2) Chicago (11-5)     | Minnesota (9-7)      | Détroit (5-11)       | Green Bay (4-12)    |                   |
| 2006 | (1) Chicago (13-3)     | Green Bay (8-8)      | Minnesota (6-10)     | Détroit (3-13)      |                   |
| 2007 | (2) Green Bay (13-3)   | Minnesota (8-8)      | Détroit (7-9)        | Chicago (7-9)       |                   |
| 2008 | (3) Minnesota (10-6)   | Chicago (9-7)        | Green Bay (6-10)     | Détroit (0-16)      |                   |
| 2009 | (2) Minnesota (12-4)   | (5) Green Bay (11-5) | Chicago (7-9)        | Détroit (2-14)      |                   |
| 2010 | (2) Chicago (11-5)     | (6) Green Bay (10-6) | Détroit (6-10)       | Minnesota (6-10)    |                   |
| 2011 | (1) Green Bay (15-1)   | (6) Détroit (10-6)   | Chicago (8-8)        | Minnesota (3-13)    |                   |
| 2012 | (3) Green Bay (11-5)   | (6) Minnesota (10-6) | Chicago (10-6)       | Détroit (4-12)      |                   |
| 2013 | (4) Green Bay (8-7-1)  | Chicago (8-8)        | Détroit (7-9)        | Minnesota (5-10-1)  |                   |
| 2014 | (2) Green Bay (12-4)   | (6) Détroit (11-5)   | Minnesota (7-9)      | Chicago (5-11)      |                   |
| 2015 | (3) Minnesota (11-5)   | (5) Green Bay (10-6) | Détroit (7-9)        | Chicago (6-10)      |                   |
| 2016 | (4) Green Bay (10-6)   | (6) Détroit (9-7)    | Minnesota (8-8)      | Chicago (3-13)      |                   |
| 2017 | (2) Minnesota (13-3)   | Détroit (9-7)        | Green Bay (7-9)      | Chicago (5-11)      |                   |
| 2018 | (3) Chicago (12-4)     | Minnesota (8-7-1)    | Green Bay (6-9-1)    | Détroit (6-10)      |                   |
| 2019 | (2) Green Bay (13-3)   | (6) Minnesota (10-6) | Chicago (8-8)        | Détroit (3-12-1)    |                   |
| 2020 | (1) Green Bay (13-3)   | (7) Chicago (8-8)    | Minnesota (7-9)      | Détroit (5-11)      |                   |
| 2021 | (1) Green Bay (13-4)   | Minnesota (8-9)      | Chicago (6-11)       | Détroit (3-13-1)    |                   |
| 2022 | (3) Minnesota (13-4)   | Détroit (9-8)        | Green Bay (8-9)      | Chicago (3-14)      |                   |
| 2023 | (3) Detroit (12–5)     | (7) Green Bay (9–8)  | Minnesota (7–10)     | Chicago (7–10)      |                   |
| 2024 | (1) Detroit (15-2)     | (5) Minnesota (14-3) | (7) Green Bay (11-6) | Chicago (5-12)      |                   |